# Auguste Jordan
Auguste Jordan (21 de fevereiro de 1909 - 17 de maio de 1990) foi um futebolista austríaco naturalizado francês. Seu prenome original era August.
Ele competiu na Copa do Mundo FIFA de 1938, sediada na França.